# Jerry Falwell
Jerry Lamon Falwell, Sr. (Lynchburg, 11 agosto 1933 – Lynchburg, 15 maggio 2007) è stato un pastore protestante statunitense.

## Biografia
Nacque nel 1933 in una famiglia benestante: la madre, Helen, era una casalinga mentre il padre, Carey Hezekiah Falwell, distribuì illegalmente alcolici durante il periodo del proibizionismo e divenne per questo molto ricco. Jerry, che aveva un fratello gemello di nome Gene, raccontò in seguito che nella sua famiglia erano tutti laici, mentre il nonno paterno era dichiaratamente ateo.
La carriera di Falwell ebbe inizio nel 1956 con la fondazione della Thomas Road Baptist Church, nella sua città natale. Il 12 aprile del 1958 Jerry si sposò con Macel Pate ed ebbe due figli maschi (Jerry Junior, avvocato, e Jonathan, che divenne un pastore protestante così come il padre) ed una figlia (Jeannie, chirurgo).
Jerry Falwell, soprannominato "The Doctor", si è diplomato alla Brookville High School di Lynchburg, in Virginia, e nel 1956 si è laureato alla Baptist Bible College a Springfield, Missouri. In seguito ha ricevuto alcune lauree honoris causa, tutte in teologia. Nel 1979 fondò il movimento Moral Majority ed il Lynchburg Bible College, divenuto successivamente la Liberty University, uno dei punti di riferimento dell'estrema destra cristiana. Di fatto, la fama per Falwell giunse grazie alla predicazione televisiva, che lo aiutò a diffondere il suo messaggio nelle case della cosiddetta Bible belt, la cintura di stati meridionali caratterizzati dalla forte presenza di congregazioni fondamentaliste.
La Moral Majority sostenne i candidati del Partito Repubblicano ad ogni consultazione politica statunitense, non importa se presidenziale o locale, e mostrò le sue capacità contribuendo all'elezione di Ronald Reagan. Falwell combatteva in nome dei valori religiosi contro l'aborto, l'omosessualità, il femminismo e tutte le altre manifestazioni che divergevano dal suo credo fondamentalista cristiano. Celebre è una sua affermazione che fece molto scalpore: "I fatti dell'11 settembre 2001 sono una punizione che Dio ha dato agli USA per punire l'omosessualità dilagante nel paese". Il 30 settembre 2002 in una intervista affermò:
(60 Minutes del 30 settembre 2002)
Il venerdì successivo Mohammad Mojtahed Shabestari, portavoce dell'Ayatollah Ali Khamenei proclamò una fatwā in cui affermava che Falwell era:
Sofferente di problemi cardiaci, Falwell fu trovato privo di sensi dal suo vice Duke Westover il 15 maggio del 2007: trasportato all'ospedale in condizioni molto gravi, morì poco dopo.